# Argonaute-Klasse (1932)
Die Argonaute-Klasse war eine Klasse von fünf mittleren U-Booten der französischen Marine.

## Allgemeines
In der damaligen französischen Typklassifikation handelte es sich um Boote der Klasse 2. Die fünf Boote der Klasse wurden zwischen 1927 und 1935 bei Chantiers Schneider et Cie in Chalon-sur-Saône gebaut. Die Klasse wird auch als 630-Tonnen-Typ D bezeichnet.
Bis zur alliierten Invasion in Afrika im November 1942 standen die U-Boote der Klasse unter vichy-französischem Kommando und waren in Afrika stationiert. Das Typschiff wurde 1942 von den Alliierten versenkt. Die anderen vier U-Boote wurden anschließend von der freifranzösischen Marine genutzt und überstanden den Zweiten Weltkrieg. Die vier Boote wurden 1946 außer Dienst gestellt.

## Einheiten
| Name      | Bauwerft                                     | Kiellegung        | Stapellauf     | Indienststellung   | Verbleib                                                                                             |
| --------- | -------------------------------------------- | ----------------- | -------------- | ------------------ | --- |
| Argonaute | Chantiers Schneider et Cie, Chalon-sur-Saône | 19. Dezember 1927 | 23. Mai 1929   | 1. Juni 1932       | am 8. November 1942 vor Oran von britischen Zerstörern Achates und Westcott versenkt.                |
| Aréthuse  | Chantiers Schneider et Cie, Chalon-sur-Saône | 6. Januar 1928    | 8. August 1929 | 14. Juli 1933      | nach der Operation Torch an die freifranzösische Marine, am 23. März 1946 außer Dienst gestellt.     |
| Atalante  | Chantiers Schneider et Cie, Chalon-sur-Saône | 17. August 1928   | 5. August 1930 | 18. September 1934 | nach der Operation Torch an die freifranzösische Marine, am 23. März 1946 außer Dienst gestellt.     |
| Vestale   | Chantiers Schneider et Cie, Chalon-sur-Saône | 30. Januar 1931   | 25. Mai 1932   | 18. September 1934 | nach der Operation Torch an die freifranzösische Marine, am 14. August 1946 außer Dienst gestellt.   |
| Sultane   | Chantiers Schneider et Cie, Chalon-sur-Saône | Februar 1931      | 5. August 1932 | 20. Mai 1935       | nach der Operation Torch an die freifranzösische Marine, am 27. Dezember 1946 außer Dienst gestellt. |

## Bemerkungen
1. ↑  Die französische Marine unterschied drei Klassen von U-Booten: Boote 1. Klasse waren Hochseeboote. Boote 2. Klasse waren kleinere Küstenboote. Boote 3. Klasse waren Minenleger.